# Crassispira flavescens
Crassispira flavescens é uma espécie de gastrópode do gênero Crassispira, pertencente à família Pseudomelatomidae.